# Bozorgã
Bozorgã (pronúncia em português: [bozoɾgɐ̃]) (em persa: بزرگان; romaniz.: bozorgān) ou uzurgã (em persa médio: 𐭥𐭰𐭥𐭫𐭢; romaniz.: wuzurgan) era a alta nobreza do Império Sassânida. Após a queda do império, reapareceu sob o Reino Dabuída.

## História

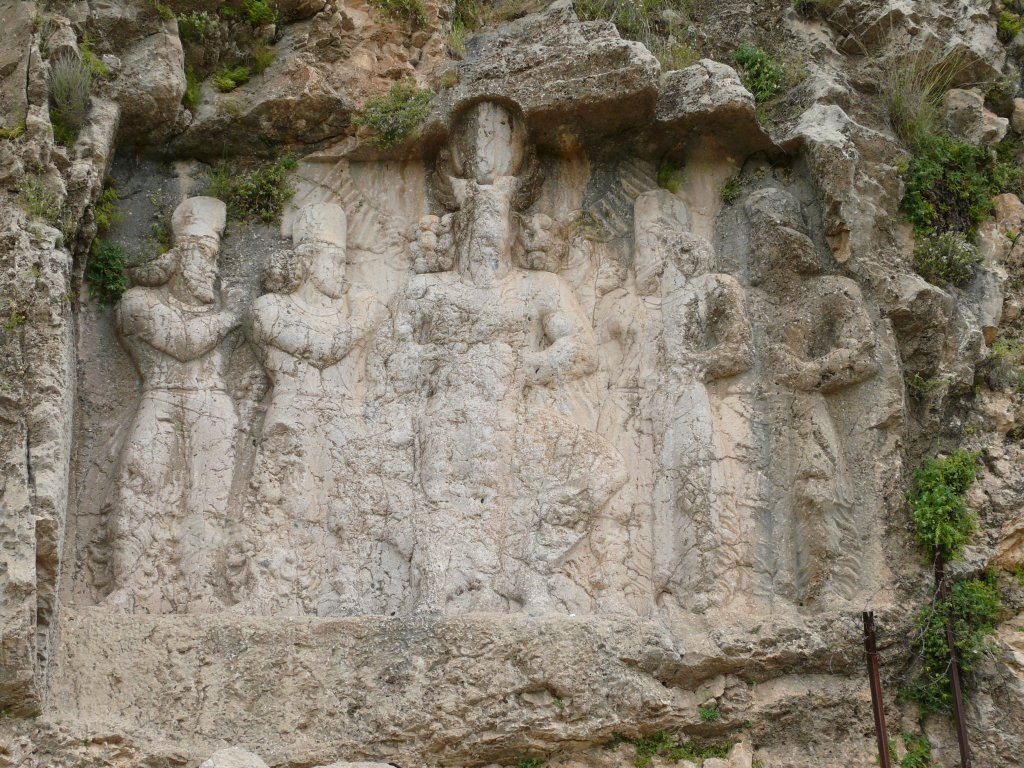
Relevo de Sarabe Barã de com a nobreza; Cartir e Pabeco estão a sua esquerda

Os bozorgã são citados pela primeira vez no Império Sassânida e aparecem na inscrição do xá Sapor I (r. 240–270) em Hajiabade. Desempenharam papel importante na política e parecem ter tido muita influência. Seus membros estavam presentes na coroação dos xás e toda vez que havia uma disputa sobre a escolha de um xá, seu objetivo era elegê-lo. Após a morte de Hormisda II (r. 303–309) em 309, elegeram seu filho Sapor II (r. 309–379), que ainda estava no ventre de sua mãe. A morte de Sapor em 379 marcou o início de um conflito de 125 anos entre os bozorgã e os xás, que lutavam pelo poder sobre a Pérsia.
Sob Isdigerdes I (r. 399–420), foram maltratados e após a morte dele em 420, expulsaram os seus filhos e elegeram seu sobrinho Cosroes. Contudo, mais tarde fizeram um acordo com o filho de Isdigerdes, Vararanes V (r. 420–438), e o reconheceram. Após a desastrosa campanha de Perozes I (r. 459–484) contra os heftalitas, que resultou na morte do xá e muitos dos bozorgã, seu irmão Balas (r. 484–488) foi eleito, mas o poder recaiu sob Sucra, um nobre da Casa de Carano, que conseguiu controlar até os bozorgã. Como o reinado de Balas acabou sendo desastroso, ele foi substituído pelo filho de Perozes, Cavades I. Em seu reinado, Cavades começou a adorar o masdaquismo, a versão modificada do zoroastrismo com influências do maniqueísmo. Os bozorgã, ao apoiarem o clero, o prenderam e substituíram em 496 por seu irmão Zamasfes (r. 496–498/9).
Gusanastades, o canaranges do Império Sassânida, pediu aos bozorgã e outras classes nobres que executassem Cavades, mas se recusaram. O neto de Cavades, Hormisda IV (r. 579–590), por causa do mal tratamento dos bozorgã e outras famílias nobres, foi deposto em 590 por um golpe pelos irmãos Ispabudã Bestã e Bindoes, que elevaram o filho dele Cosroes II (r. 590–628) como xá. Porém, os bozorgã e outros nobres ficaram descontentes com Cosroes, e em 628 o depuseram em favor de seu filho Cavades II (r. 628). Após a morte de Cavades, os bozorgã elegeram o filho deste último, Artaxer III (r. 628–630), que era uma criança. Durante seu reinado, seu ministro Ma-Adur Gusnaspe, que fazia parte dos bozorgã, controlou o Estado. Durante a conquista árabe da Pérsia, o general Bamã Jaduia, chefe de um exército de 30 000 bozorgã, derrotou os árabes na Batalha da Ponte, em 634. São citados mais tarde no reinado do dabuída Curxide (r. 740–760), quando foram oprimidos, juntamente com a população local do Tabaristão, pelo general Carano de Curxide.